# Гаваши, Андрей Андреевич
Андрей Андреевич Гаваши (Андреас Андреасович Гаваши) (укр. Андрій Андрійович Гаваші (Андреас Андреасович Гаваші); род. 24 февраля 1939, Ужгород) — советский футболист, вратарь, нападающий. Ныне футбольный функционер.

## Биография

### Футбольная карьера
Футболом Андрей (по паспорту Андреас) начал заниматься в родном Ужгороде, с 14 лет играл в юношеской команде местного «Спартака», причём выступал как на позиции вратаря, так и нападающего. В 1955 году команда вышла в финал республиканского юношеского турнира, где в финале проиграла киевскому «Динамо». Уже через год Гаваши дебютировал во взрослой команде клуба.
Вскоре на талантливого молодого голкипера обратили внимание тренеры киевского «Динамо», и в 1959 году А.Гаваши, вместе со своими одноклубниками Й.Сабо и В.Турянчиком, перешёл в украинский столичный клуб, который переживал смену поколений. Тем не менее первый же сезон в элитном дивизионе советского футбола стал самым успешным в карьере вратаря. Заменив на последнем рубеже травмированного основного голкипера команды О.Макарова, он продемонстрировал надёжную и уверенную игру, чем привлёк к себе внимание тренеров сборной СССР, которая начала подготовку к Кубку Европы. Попадал в списки кандидатов в сборную, провёл с национальной командой сборы, участвуя в тренировочной игре. Был внесён в заявку на товарищеский матч сборных СССР и Чехословакии, в котором был дублёром Льва Яшина. Но сыграть в главной команде страны, как и продолжить удачно начавшуюся складываться футбольную карьеру, на высоком уровне так и не смог, во многом благодаря решению покинуть киевское «Динамо», на принятие которого повлияли родители, хотевшие чтобы сын в первую очередь занимался учёбой. Отец Андрея, хорошо знавший тренера киевлян В.Соловьёва, уговорил того отпустить игрока из команды. В 1960 году, молодой вратарь провёл лишь 2 игры в основном составе, будучи дублёром вернувшегося в строй после травмы О.Макарова, играя в основном за дубль (в нескольких матчах на позиции нападающего). Осенью 1960 года А.Гаваши покинул киевский клуб, вернувшись в Ужгород.
Возвратившись домой, продолжил учёбу в Ужгородском университете, на физико-математическом факультете. Параллельно с учёбой продолжал играть в футбол в родном клубе, который тогда носил название «Верховина» и выступал в классе «Б» союзного и республиканского первенств. Выходил на поле не только вратарём, но и, как когда то в юношеских командах, играл в большинстве матчей на позиции нападающего, став в одном из сезонов лучшим бомбардиром команды. В 1966 году окончательно оставил карьеру футболиста.

### После завершения футбольной карьеры
С 1967 года по июль 1975 года работает главным инженером на Перечинском соко-винном заводе, продолжая играть за местную любительскую команду «Химик».
С августа 1975 года по май 1982 года — инженер-конструктор Перечинского завода «Стеатит».
С мая 1982 года по март 1989 года — начальник техотдела Перечинского лесохимкомбината.
В марте 1989 года возвращается работать на Переченский завод «Стеатит», который оставил в 1993 году.
В сентябре 1993 года перешёл на работу в Перечинскую райгосадминистрацию, на должность заведующего отделом физической культуры и спорта, где пробыл до 1995 года.
С марта 1995 года по 2006 год возглавлял Федерацию футбола Закарпатья.
С 2006 года занимает должность заместителя председателя Федерации футбола Закарпатья.
С 2000 года — член исполкома Федерации футбола Украины, заместитель председателя Совета регионов ФФУ, более десяти лет в должности делегата ФФУ инспектирует матчи высшей(Премьер) лиги Украины.
Читает лекции в Закарпатском институте последипломного образования.

## Образование
Окончил Ужгородский государственный университет, физико-математический факультет по специальности «ядерная физика» (1964).

## Семья
Супруга — Нора Васильевна, работала завотделением акушерской гинекологии в Перечине, является почётным гражданином этого города. Дочь — Нора Андреевна, окончила Киевский политехнический институт. Внуки — Пётр и Евгений.